# The Saga of King Olaf
"The Saga of King Olaf" é um poema pelo poeta estado-unidense Henry Wadsworth Longfellow, publicado em 1863, como a maior parte de seu trabalho Tales of a Wayside Inn. O poema é escrito em vinte e duas partes e segue as aventuras de Rei Olavo da Noruega, incitado para vingar seu pai assassinado e reclamar seu reino pelo Deus nórdico Thor. O trabalho é conhecido por ser o poema favorito do Presidente dos Estados Unidos Theodore Roosevelt.